# Porphyrinia cypriaca
Porphyrinia cypriaca är en fjärilsart som beskrevs av Otto Staudinger 1878. Porphyrinia cypriaca ingår i släktet Porphyrinia och familjen nattflyn. Inga underarter finns listade i Catalogue of Life.